# Borsa de Shenzhen
La Borsa de Shenzhen (SZSE; xinès: 深圳证券交易所) és una borsa de valors amb seu a la ciutat de Shenzhen, a la República Popular de la Xina. Fundada el 1990, és una de les tres borses que operen de manera independent a la Xina continental, les altres són la Borsa de Valors de Pequín i la Borsa de Valors de Xangai. Està situada al districte de Futian de Shenzhen. La SZSE és la sisena borsa de valors més gran del món amb una capitalització de mercat superior als 4,4 bilions de dòlars EUA el juliol de 2024.